# Rajdowe Mistrzostwa Europy 1954

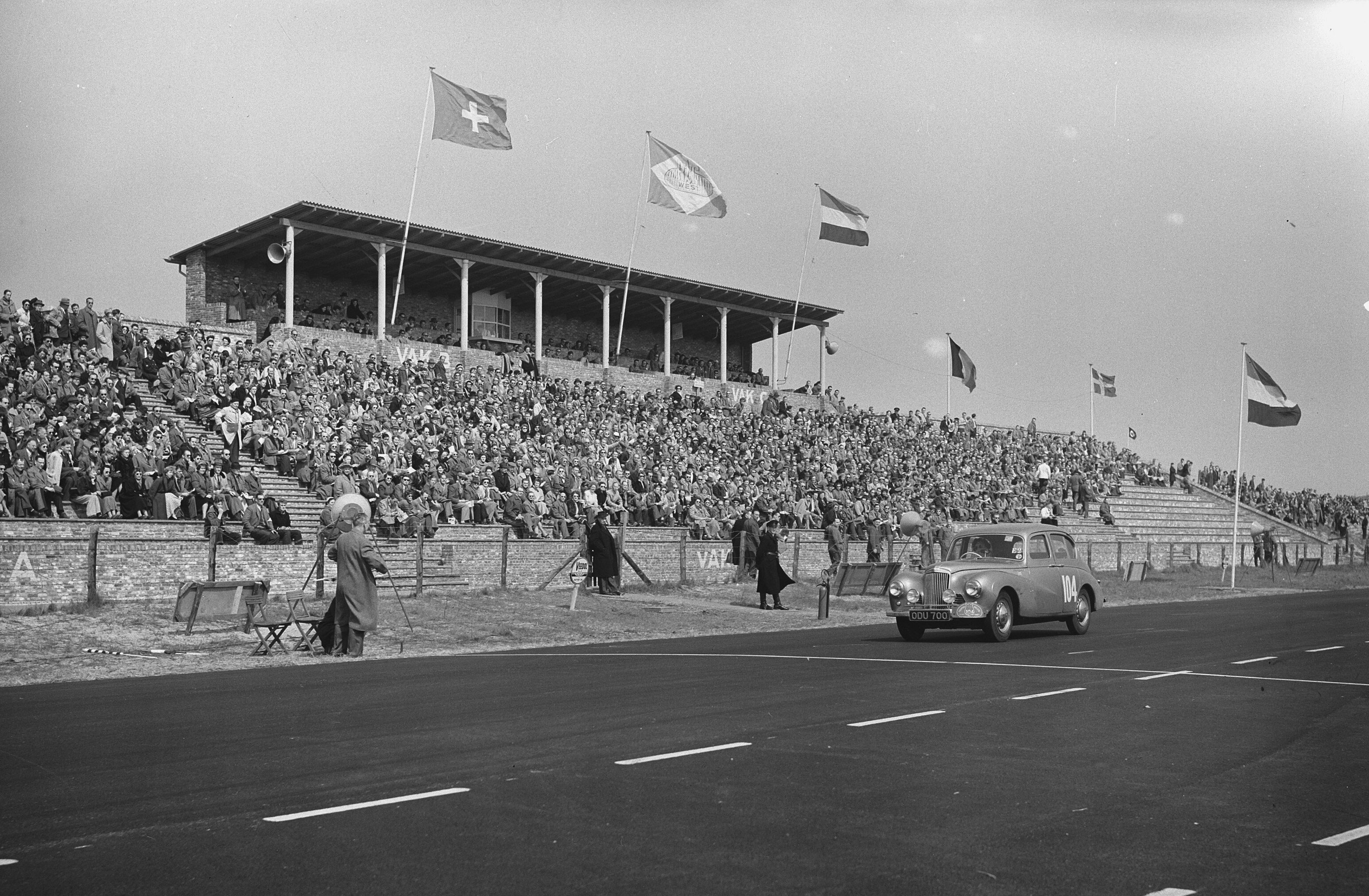
Sheila van Damm i Anne Hall jadące samochodem Sunbeam Talbot 90 podczas Rajdu Tulipanów 1954

Sezon Rajdowych Mistrzostw Europy 1954 był 2 sezonem Rajdowych Mistrzostw Europy (FIA European Rally Championship). Składał się z 10 rajdów, rozgrywanych w Europie.

## Kalendarz[1]
| Runda | Data               | Nazwa rajdu                             | Zwycięzca              | Wyniki |
| ----- | ------------------ | --------------------------------------- | ---------------------- | ------ |
| 1     | 18-25 stycznia     | 24. Rallye Automobile de Monte-Carlo    | Louis Chiron           | Wyniki |
| 2     | 21-25 lutego       | 5. Rallye Automobilistico del Sestriere | Piero Valenzano        | Wyniki |
| 3     | 9-13 marca         | 4. RAC British International Rally      | Johnny Wallwork        | Wyniki |
| 4     | 25 kwietnia-1 maja | 6. Internationale Tulpenrallye          | Pierre Stasse          | Wyniki |
| 5     | 12-16 maja         | 16. Rallye Wiesbaden                    | Gustav Menz            | Wyniki |
| 6     | 16-20 czerwca      | 5. Svenska Rallyt till Midnattssolen    | Carl-Gunnar Hammarlund | Wyniki |
| 7     | 10-16 lipca        | 17. Rallye International des Alpes      | Wolfgang Denzel        | Wyniki |
| 8     | 18-22 sierpnia     | 13. Liège-Rome-Liège                    | Helmut Polensky        | Wyniki |
| 9     | 11-13 września     | 4. Viking Rally                         | Carsten Johansson      | Wyniki |
| 10    | 3-6 listopada      | 24. Rallye International de Geneve      | Jean-Claude Galtier    | Wyniki |

## Klasyfikacja kierowców[1]
| Msc. | Kierowca        | MCO | ITA | GBR | NLD | GER | SWE | FRA | BEL | NOR | CHE | Punkty |
| ---- | --------------- | --- | --- | --- | --- | --- | --- | --- | --- | --- | --- | ------ |
| 1    | Walter Schlüter | 222 |     | 13  | 15  |     |     |     |     | 9   | 2   | ?      |
| 2    | Heinz Meier     | 11  |     |     |     | 4   | 8   | 8   |     |     | 7   | 31.0   |
| 2    | Gustav Menz     |     |     |     | 3   | 1   |     |     |     |     | 8   | 31.0   |

| Kolor     | Opis                   |
| --------- | ---------------------- |
| Złoty     | Zwycięzca              |
| Srebrny   | 2. miejsce             |
| Brązowy   | 3. miejsce             |
| Zielony   | Punktowane miejsce     |
| Niebieski | Ukończył nie punktował |
| Fioletowy | Nie ukończył NU        |
| Czarny    | Wykluczony X           |
| Biały     | Nie wystartował NW     |
| Puste     | Nie brał udziału       |

| Msc. | Kierowca        | MCO | ITA | GBR | NLD | GER | SWE | FRA | BEL | NOR | CHE | Punkty |
| ---- | --------------- | --- | --- | --- | --- | --- | --- | --- | --- | --- | --- | ------ |
| 1    | Walter Schlüter | 222 |     | 13  | 15  |     |     |     |     | 9   | 2   | ?      |
| 2    | Heinz Meier     | 11  |     |     |     | 4   | 8   | 8   |     |     | 7   | 31.0   |
| 2    | Gustav Menz     |     |     |     | 3   | 1   |     |     |     |     | 8   | 31.0   |

| Kolor     | Opis                   |
| --------- | ---------------------- |
| Złoty     | Zwycięzca              |
| Srebrny   | 2. miejsce             |
| Brązowy   | 3. miejsce             |
| Zielony   | Punktowane miejsce     |
| Niebieski | Ukończył nie punktował |
| Fioletowy | Nie ukończył NU        |
| Czarny    | Wykluczony X           |
| Biały     | Nie wystartował NW     |
| Puste     | Nie brał udziału       |